# Lucas do Rio Verde
Lucas do Rio Verde è un comune del Brasile nello Stato del Mato Grosso, parte della mesoregione del Norte Mato-Grossense e della microregione dell'Alto Teles Pires.
A Lucas do Rio Verde ha sede il Luverdense Esporte Clube